# 浜銀ファイナンス
浜銀ファイナンス株式会社（はまぎんファイナンス、英文社名：Hamagin Finance Co., Ltd.）とは、神奈川県横浜市西区みなとみらいに本社を置き、リース業を主な事業とするファイナンス会社。

## 概要
1979年に横浜ファイナンス株式会社として設立。横浜銀行グループで東京都、神奈川県、群馬県に拠点を持つ。2003年に住商リース株式会社（現・三井住友ファイナンス&リース）が資本参加、その後同社が三井住友銀リースと合併することに伴い、2007年に横浜銀行が発行済み全株式を取得。株取得額は約39億円。
提携している主な企業に住信SBIネット銀行株式会社、株式会社読売ハートサービスなどがある。公益社団法人リース事業協会会員企業（正会員）であるほか、北陸銀行・北海道銀行など地銀16行で構成される「地銀リース業務研究会」の事務局としても機能している。

## 沿革
- 1979年 - 横浜ファイナンス株式会社設立
- 1984年 - 浜銀ファイナンス株式会社に社名変更
- 1986年 - 抵当証券業務開始
- 1988年 - 抵当証券業務を浜銀抵当証券株式会社に業務移管
- 1993年 - 本社移転（現在のみなとみらい三丁目1番1号）
- 2003年 - 住商リース株式会社が資本参加
- 2007年 - 横浜銀行グループが発行済全株式を取得

## 参考
1. ↑  横浜銀が2社を吸収し子会社化に - 神奈川新聞 2007年7月28日
2. ↑  浜銀ファイナンス株式会社との｢口座振替サービス｣開始のお知らせ - 住信SBIネット銀行株式会社 2012年1月25日
3. ↑  会社概要 - 株式会社読売ハートサービス
4. ↑  リース研究会を設立　北陸銀など地銀16行が結束 - 北國新聞 2008年2月14日